# Juan Pérez Villamil
Juan Gregorio Felipe Ramón Pérez Villamil y Paredes (Puerto de Vega, Principat d'Astúries, 1 de maig de 1754 - Madrid, 20 de febrer de 1824) va ser un polític asturià del regnat de Carles IV d'Espanya i Ferran VII. Destaca per haver estat l'instigador i autor intel·lectual del cèlebre Ban d'Independència o Ban dels alcaldes de Móstoles, que ha transcendit històricament com el document que va iniciar Guerra del Francès.

## Inicis
Va néixer l'1 de maig de 1754 en Santa Marina de Vega (avui Puerto de Vega, llogaret pertanyent al concejo asturià de Navia), fill d'Agustín Pérez Villamil i Francisca Cayetana de Paredes. Encara que el mateix any del seu naixement va quedar orfe de pare.
Va estudiar gràcies a una obra pia del seu llogaret natal –fundat per Pompeyo Pérez el 1759-, de la qual era patró el seu oncle, Juan Antonio Paredes, rector de Santa Marina i tutor seu; va continuar després –amb la protecció dels amics i parents del seu pare, els Méndez Vigo- a la Universitat d'Oviedo, on es va graduar com a batxiller en Cànons i Lleis el 30 de juny de 1770. Entre desembre d'aquest any i agost de 1773 va realitzar pràctiques com a passant al despatx de Felipe Canga Argüelles. Després es va instal·lar a Madrid, sent admès el 1773 a la Junta Pràctica de Jurisprudència d'aquella ciutat, on exercia com a advocat, despatxant actuacions i processos judicials. Va obtenir la llicenciatura el 6 de maig de 1775 com a advocat dels reals consells. A l'any següent es va incorporar com a lletrat a l'Il·lustre Col·legi d'Advocats de Madrid.
Es casà amb María de la Vega Ordóñez el 13 de desembre de 1780 a la parròquia madrilenya de San Sebastián. Van residir al raval de San Millán d'aquesta ciutat. Des d'octubre de 1781 va ser soci destacat de la classe d'Agricultura de la Sociedad Económica Matritense de Amigos del País, que era dirigida pel cèlebre Pedro Rodríguez de Campomanes.
En 1787 va ser nomenat fiscal de la Reial Audiència de Palma, càrrec que va exercir fins a 1796; a l'any següent se li va donar el càrrec d'alcalde de Casa i Cort i en 1798, sent ministre Jovellanos, va ser nomenat regent de la Reial Audiència d'Oviedo, encara que no n'arribaria a prendre possessió, ja que de seguida va acceptar la magistratura de fiscal togat del Consell Suprem de Guerra. Per decret del 4 de desembre de 1799 va ser investit cavaller pensionista de la Reial Orde de Carles III, havent demostrat la seva hidalguia i neteja de sang.
Adscrit al partit o camarilla palatina de l'infant cardenal Luis María de Borbón, va desplegar la seva major activitat jurídic-política com a fiscal togat del Consell Suprem de Guerra, ocupació al que va accedir poc després d'entrar a formar part en aquell Suprem Consell, i en el qual va cessar el 1807 per passar a ocupar les importants responsabilitats d'Auditor General i secretari del Consell de l'Almirallat, encara que aquest últim càrrec no el va arribar a exercir mai; aquests nomenaments demostren la confiança que li va dipositar Manuel Godoy.
L'1 d'abril de 1803 havia ingressat com a individu honorari en la Reial Acadèmia de la Història, a proposició del seu director, Francisco Martínez Marina; acadèmia que li va nomenar acadèmic supernumerari el 22 d'aquell mes, de la qual va arribar a ser censor en 1805 i director per un trienni, per nomenament efectuat el 27 de novembre de 1807; el 13 de novembre de 1804 havia estat admès també com a acadèmic honorari en la Reial Acadèmia Espanyola. La de Belles arts de Sant Fernando també el va nomenar membre honorari. La seva labor acadèmica com a historiador i jurista queda patent, perquè va escriure diverses obres jurídiques, històriques, etc.
Va ser un dels asturians il·lustrats que van escalar als més elevats càrrecs de la governació de l'Estat, primer sota la protecció del cèlebre Campomanes, però després s'obrí camí ell sol, i va arribar a ser un polític de gran rellevància en la seva època, considerat un home docte, recte, enèrgic i sagaç.
En aquella època posseïa nombroses propietats a Móstoles, que la seva esposa havia heretat del seu pare: una casa pairal al carrer de Navalcarnero (rebatejada des de 1868 amb el nom d'aquest personatge) a la qual solia retirar-se amb freqüència; una horta annexa, una altra casa al mateix carrer i una altra a la plaça del Pradillo; a més d'una trentena de finques rústiques. La seva edat era de 54 anys en aquella data.

## Móstoles
En la nit de l'1 al 2 de maig de 1808 va ser nomenat, juntament amb dos altres juristes i tres tinents generals, per decret de la Junta Suprema de Govern, membre de la Junta clandestina de substitució, organitzada per la mateixa Junta de Govern per reemplaçar-la en cas que fos desfeta pels francesos; segons el comte de Toreno, Villamil va ser escollit en substitució de Gaspar Melchor de Jovellanos (excarcerat a Mallorca però encara no incorporat a la Península). Aquella junta no va arribar a constituir-se en precipitar-se els esdeveniments.
En ser membre de la recentment creada Junta de Substitució, havia d'estar al corrent de la situació política del país. Quan el general francès Murat, aquarterat amb les seves tropes a Madrid, va sol·licitar a la Junta de Govern permís per traslladar als últims membres de la Família Reial a Baiona (30 d'abril de 1808), Villamil va marxar de Madrid i es va instal·lar a la seva casa de Móstoles, esperant esdeveniments. No obstant això, en la tarda del 2 de maig, van arribar notícies al poble de l'esdevingut a la capital; Esteban Fernández de León, conegut seu i també un alt càrrec de l'Estat (era ex intendent de l'Exèrcit i de la Hisenda de Caracas), va aparèixer a Móstoles acompanyat de la seva família i diversos soldats i li va confirmar el motí a Madrid. És molt probable que, a més, lliurés a Villamil el decret pel qual havia estat nomenat membre de la citada Junta, ja que va estar absent d'aquella reunió. El mateix Esteban el va persuadir perquè promoguessin un avís, instant les autoritats d'altres pobles i regions a auxiliar Madrid amb tropes i voluntaris civils; Villamil, com a experimentat jurista, va determinar que el més oportú era donar l'avís mitjançant un ofici, que havia d'anar signat pels alcaldes de la vila de Móstoles. Villamil i Fernández de León es van reunir amb aquests alcaldes, Andrés Torrejón i Simón Hernández, i els van persuadir per signar un ban, improvisat pel mateix Villamil, que anunciava l'ocorregut a Madrid i cridava al socors armat d'aquesta ciutat. L'andalús Pedro Serrano, potser oficial de l'Exèrcit, que acompanyava Fernández de León, es va oferir a portar el bàndol en posta, per la carretera d'Extremadura, fins a Badajoz (on arribaria el dia 4).
Durant l'època situada entre el final del regnat de Carles III i el començament del seu fill Carles IV d'Espanya, Villamil s'havia manifestat decididament procliu al reformisme il·lustrat del que va fer gala el primer dels dos monarques; ara, el 1808, en haver-hi a Espanya dos governs paral·lels –el de Josep I i el de les Juntes Supremes provincials-, l'asturià es va alinear amb la tesi política del constitucionalisme històric, de caràcter temperat i fonamentat en la tradició. S'atribueix a Villamil la publicació, a l'agost d'aquell any, d'un llibret de mig centenar de pàgines, titulat Carta sobre el modo de establecer el Consejo de Regencia del Reyno, con arreglo a nuestra Constitución, on exposava i argumentava la seva tesi política.

## Ocupació francesa
Durant aquells mesos de 1808 Villamil va romandre a Madrid i va presidir les sessions de la Reial Acadèmia de la Història, que dirigia; va estar present en les del 20 i 27 de maig, 17 de juny, 1 de juliol, 19 d'agost, 9 i 16 de setembre; no obstant això, a partir de la del 18 de novembre i també en la de l'1 de desembre apareixia com a absent; les sessions van tenir un parèntesi de dos anys i en el primera següent, de l'1 de març de 1811, el càrrec de director apareixia ja vacant, ja que Villamil havia estat cessat del càrrec el 27 de novembre de 1810 –en consumir el seu trienni corresponent-, que va quedar vacant per la falta de suficients numeraris per a l'elecció.
Villamil no va fugir de Madrid, com molts altres, abans que Napoleó entrés a la ciutat a primers de desembre. El 25 de febrer de 1809 el rei Josep I va promulgar un decret que obligava als funcionaris civils o militars que no li haguessin prestat jurament de fidelitat i obediència a fer-ho per escrit en el terme de tres dies. Amb tota probabilitat Villamil es va negar a prestar el jurament, tal com va fer uns mesos abans; ell i altres oficials de l'Estat que van actuar de la mateixa manera van ser destituïts dels seus càrrecs per un decret publicat un mes més tard, el 29 de març. Per aquesta raó, i segurament també per la seva labor en la Reial Acadèmia de la Història i per haver escrit la Carta sobre el modo de establecer el Consejo de Regencia del Reyno, seria arrestat el 22 de maig d'aquell any i deportat a França; fou traslladat primer a Baiona i després a Ortès, on va romandre confinat durant dos anys. Des d'allí va escriure diverses Representacions a Ferran VII, les quals no van obtenir resposta.
Al febrer de 1811 la Societat Econòmica Matritense d'Amics del País, de la qual n'era soci, va sol·licitar a l'emperador Napoleó –per mitjà del Ministeri de l'Interior espanyol i del de Policia francès- el seu alliberament perquè pogués continuar la traducció i edició monumental de l'obra De re rustica, de l'agrònom Columela, que havia començat uns anys abans. Dos o tres mesos més tard va rebre la llibertat esperada, traslladant-se sota certa vigilància francesa a Alacant, d'on se'n va escapolir juntament amb tres companys i es va unir a la resistència.

## A Cadis
Va reaparèixer a l'any següent a Cadis, segons el comte de Toreno molt canviat d'idees -com a conseqüència el seu desterrament a França-, ja que s'oposava a les reformes constitucionals i manifestava el seu suport a la monarquia antiga. El 19 de febrer de 1812 va ser nomenat conseller d'Estat, en ser rehabilitat en el càrrec de fiscal del Consell de Guerra; l'endemà passat va escriure a la Regència del Regne acceptant el càrrec, del que en va prendre possessió el 17 d'abril. Poc més tard va sol·licitar a aquesta Regència una llicència de sis mesos per tornar a la seva terra natal, la qual li va ser concedida el 13 de maig, encara que en va renunciar temps després, ja que per Decret de les Corts va ser nomenat el 25 de setembre, després d'un sufragi, vocal de la III Regència, en substitució del dimitit comte de la Bisbal –el famós Quintillo-.
La postura cada vegada més inflexible dels liberals va fer augmentar els rumors sobre les conviccions absolutistes i anticonstitucionals de Villamil, encara que era més proper a les tesis il·lustrades del jovellanisme que advocaven per dotar a la nació d'una Constitució moderada que assumís els preceptes històrics de la governació nacional (sistema monàrquic, societat estamental, bicameralisme, etc.). Aquests rumors li comportaren l'enemistat de molts diputats de les Corts, de tendència liberal radicalitzada, que van contribuir a assentar el tòpic d'un Villamil absolutista que el perseguiria la resta de la seva vida. Aquest personatge no va canviar d'ideologia política durant la guerra, com tant s'ha dit, ja que en realitat es va mantenir sempre en una doctrina concreta.
El 8 de març de 1813 va ser destituïda aquesta Regència, passant a dirigir-la l'infant cardenal i arquebisbe de Toledo, Luis María de Borbón, juntament amb Gabriel Siscar i Pedro Agar. En els últims mesos d'aquell any les Corts es van traslladar a Madrid juntament amb els membres de la Regència, perquè la capital es trobava ja lliure de tropes franceses. En ser-li retornat el tron d'Espanya a Ferran VII l'11 de desembre de 1813, quan les Corts van reprendre la seva activitat al gener de l'any següent, es va fixar la postura oficial que es reafirmava en els principis constitucionals; la facció reialista o absolutista –els anomenats servils pels liberals-, liderada ara per Villamil, el general Castaños i la infanta Carlota, va conspirar per avortar aquesta decisió, afavorint un fallit cop d'estat.
En tornar Ferran VII a Espanya, el 16 d'abril es van presentar a rebre'l en València molts dels diputats a Corts de tendència absolutista, i entre ells Villamil, qui es trobava molt ressentit amb les tendències dominants a la càmera; aquells van presentar al monarca un manifest batejat irònicament pels seus detractors com Manifest dels Perses, que va ser subscrit per 69 diputats; s'ha mantingut que aquest escrit va ser redactat per Pedro Gómez Labrador juntament amb Villamil, encara que actualment es descarta la seva coautoria, encara que sí que el va signar, mostrant el seu acord amb el contingut d'aquell manifest, de caràcter absolutista, que preconitzava la tornada a la societat estamental, l'organització gremial i la devolució de tots els seus béns i drets a l'Església i als ordes religiosos, rebutjant així tota l'obra de les Corts de Cadis i el règim liberal.
No obstant això, Villamil sí que va ser autor, juntament amb Miguel de Lardizábal, del decret que el 4 de maig de 1814 va promulgar el retornat monarca, pel qual s'anul·lava la Constitució de 1812 i totes les resolucions de les Corts liberals, restaurant l'Absolutisme, encara que manifestant la intenció de convocar Corts legítimes, segons fur i costum de la nació espanyola. Com a pagament als seus desvetllaments per la seva persona, el rei va nomenar Villamil, el mateix 4 de maig, secretari del Consell d'Estat, i en el mes de novembre li va concedir la Secretaria del Despatx Universal d'Hisenda –és a dir, ministre d'Hisenda-, encara que només es va mantenir en el càrrec uns tres mesos, ja que fou destituït el 2 de febrer de 1815.
Poc abans havia estat nomenat acadèmic de la Reial Acadèmia de Belles Arts de San Fernando, Membre Honorari i de Mèrit de la Societat Econòmica Matritense, i el 10 de novembre de 1814, Acadèmic de Nombre de la Reial de la Llengua.
El seu fugaç pas pel conflictiu Ministeri d'Hisenda d'Espanya li va merèixer el sobrenom burleta de Remeier de la Hisenda; durant els anys següents. Villamil seria postergat al més absolut ostracisme polític, i fou destituït l'octubre de 1815 com a secretari del Consell d'Estat d'Espanya, encara que va assumir la representació en la Cort de la Societat Econòmica d'Amics del País d'Oviedo, que el va mantenir com a director perpetu des de 1816 a 1820, malgrat el seu implacable desterrament a Plasència poc després de cessar com a conseller d'Estat, on va romandre un any, i el seu habitual retir a Móstoles en els anys subsegüents.
En 1819 va demanar permís al Consell de Castella per a donar part de les seves finques i propietats a Móstoles a la Universitat d'Oviedo, amb l'objectiu de crear-hi una càtedra anomenada Fonaments de La Nostra Veritable Religió Catòlica Romana, que no es va engegar fins a la seva mort, a causa de les dificultats polítiques del Trienni Liberal. Precisament en aquella època es va accentuar el seu oblit polític, per l'enemistat que li tenien els liberals exaltats que van accedir al poder. Després de la irrupció de l'exèrcit francès anomenat Cent Mil Fills de Sant Lluís, i amb el triomf de Ferran VII, Villamil va ser rehabilitat en els seus honors i va recuperar la seva dignitat de conseller d'Estat –per decret real del 23 de desembre de 1823- i president de la Junta de Foment de la Riquesa del Regne –càrec que va ocupar inicialment el 5 de gener de 1815-, encara que no va arribar a assumir aquesta última ocupació, en sobrevenir-li la mort el 20 de febrer de 1824, als 69 anys, a Madrid, on havia tornat per permís que el rei li va concedir el 26 de novembre de 1822. Va ser enterrat el dia 25 a l'església parroquial de San Sebastián. La Universitat d'Oviedo, en tenir-lo com un dels seus benefactors, li va dedicar unes solemnes exèquies fúnebres i una làpida.
També estava en possessió de l'Orde de la Flor de Lis de la Vendée.
Apareix com a personatge literari, en la seva època de ministre d'Hisenda, a Memorias de un cortesano de 1815, novel·la pertanyent als Episodios Nacionales de Benito Pérez Galdós.